# Sasak (volk)
De Sasak is een volk dat voornamelijk op het Indonesische eiland Lombok woont. Er zijn ongeveer 2,6 miljoen Sasaks, wat overeenkomt met zo'n 85% van de bevolking van Lombok. Zij zijn verwant aan de Balinezen in zowel taal en ras, alhoewel de Sasaks vooral Islamitisch zijn, in tegenstelling tot de Hindoeïstische Balinezen.
Er is weinig bekend over de geschiedenis van de Sasak, behalve dat Lombok onder directe heerschappij werd geplaatst onder het gezag van de Majapahit, onder leiding van Gajah Mada. De Sasaks zijn eind 16e eeuw tot begin 17e eeuw onder invloed van Sunan Giri en de Islamitische Makassaresen bekeerd tot de Islam. De fundamentele islamitische overtuigingen gemengd met hindoe-boeddhistische invloeden vormden de Wektu Telu religie. In de vroege 18e eeuw werd Lombok veroverd door het Balinese koninkrijk Gelgel. Onder deze overheersing trokken er een groot aantal Balinezen naar Lombok. De Balinese bevolking van Lombok is vandaag ongeveer 300.000, zo'n 10-15% van de bevolking van Lombok. De Balinezen hebben ook sterke invloed op de Wektu Telu religie van Lombok.